# Misa a Buenos Aires

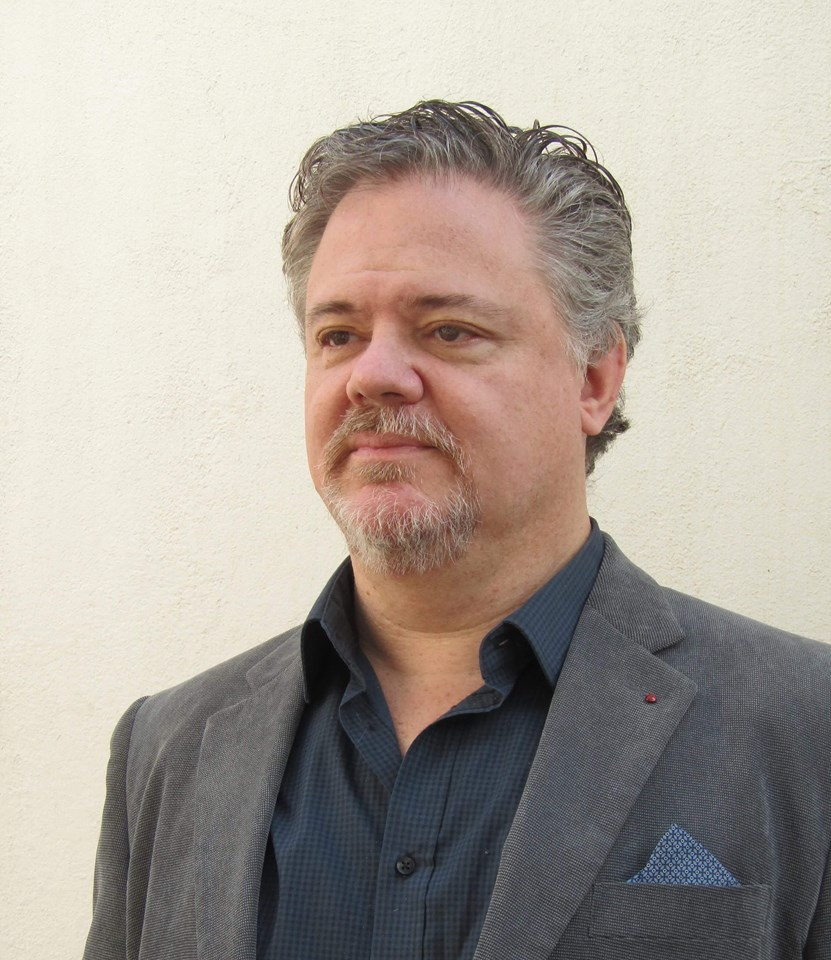
Martín Palmeri (2018)

Die Misa a Buenos Aires, auch als Misatango oder Misa Tango bekannt, ist eine Messvertonung des argentinischen Komponisten Martín Palmeri (* 1965) im Stil des Tango Nuevo.
Das Werk wurde zwischen September 1995 und April 1996 komponiert und am 17. August 1996 im Teatro Broadway, Buenos Aires, durch das Orquesta Sinfónica nacional de Cuba unter der Leitung von Fernando Álvarez uraufgeführt.
Die Aufführungsdauer beträgt ca. 40 Minuten.

## Besetzung
Mezzosopran, gemischter Chor (SATB), Bandoneon (Akkordeon), Klavier, Streichorchester.
Eine Bearbeitung für Sinfonieorchester, die der Dirigent Mario Benzecry in Auftrag gegeben hatte, wurde im Dezember 2000 uraufgeführt.
Eine Kammermusikfassung für vier Gesangssolisten und Tangoquintett wurde von dem niedersächsischen Tangosextett faux pas geschaffen.

## Werkbeschreibung
Den Text der Messe bildet das traditionelle Messordinarium in lateinischer Sprache:
- Kyrie
- Gloria
- Credo
- Sanctus
- Benedictus
- Agnus Dei

In dem Werk verbindet der Komponist nach seinen eigenen Worten seine wichtigsten musikalischen Erfahrungen als Chorleiter und Tango-Arrangeur und -Interpret und verbindet Stilelemente verschiedener Kulturkreise: melodisch und rhythmisch ist das Werk dem Tango Nuevo und dem Vorbild Astor Piazzollas verpflichtet, bedient sich aber gleichzeitig in vielerlei Hinsicht an der Formensprache der kirchenmusikalischen Tradition. So beginnt und endet das Werk mit geradezu schulbuchmäßigen Fugen im Kyrie und im Abschnitt „Dona nobis pacem“ des Agnus Dei.

## Rezeption

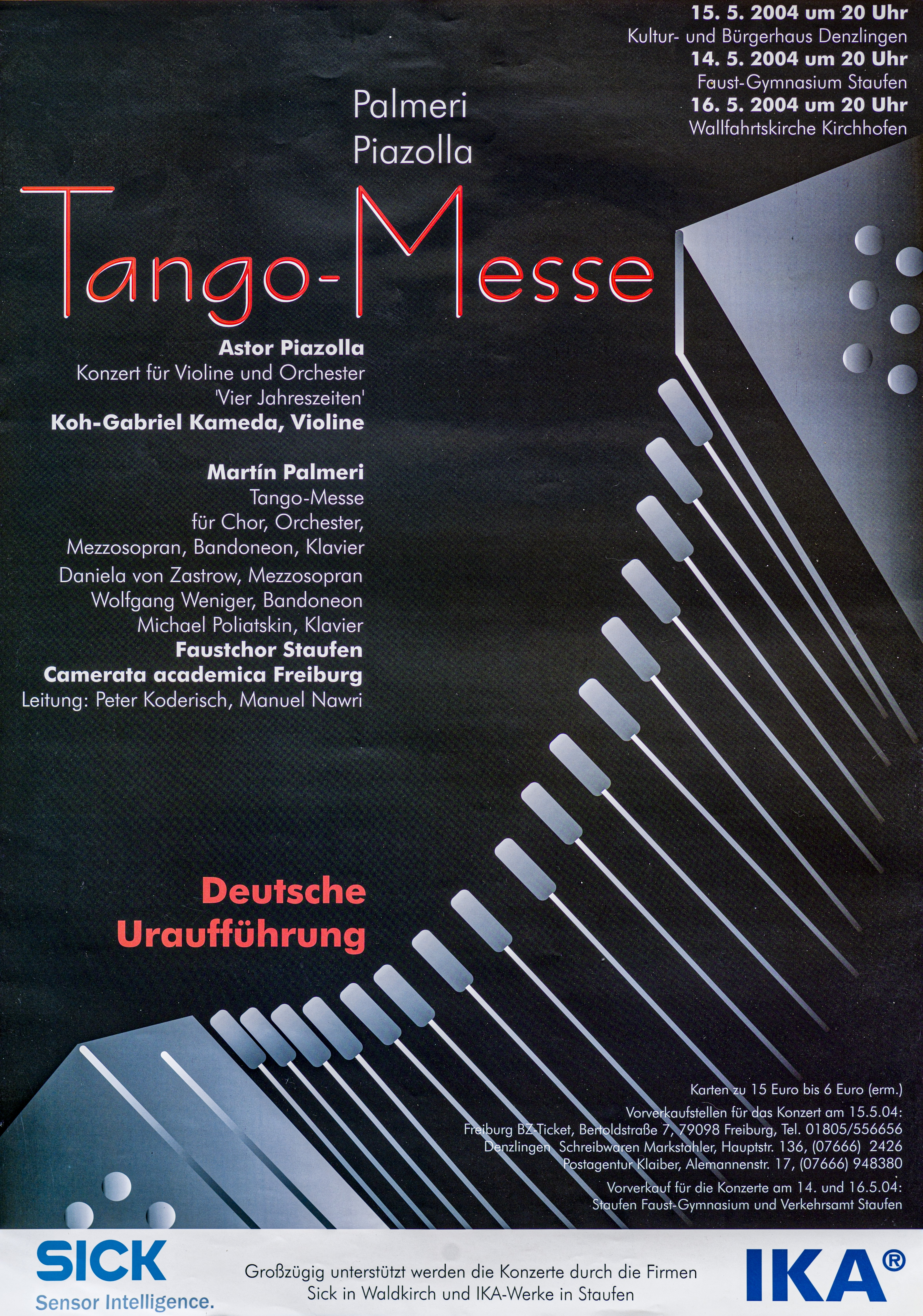
Plakat der deutschen Erstaufführung 2004 durch den Faust-Chor Staufen und die Camerata academica Freiburg

Palmeri übernahm den Klavierpart seiner Misa a Buenos Aires in Deutschland, Argentinien, Österreich, Belgien, Brasilien, Chile, Ecuador, Slowakei, Spanien, Holland, Israel, Italien, Lettland, Litauen, Russland, der Schweiz und den USA selbst. Diese Komposition wurde beim Festival Europa Cantat 2009 in Utrecht, Niederlande im Rahmen eines Ateliers von Dirigenten, Solisten und Orchestern interpretiert. Martín Palmeri brachte gemeinsam mit dem Kölner Domchor und Mitgliedern des Gürzenich-Orchesters Köln, unter der Leitung von Eberhard Metternich, die Misatango im Oktober 2013 in einem Konzert zu Ehren von Papst Franziskus, das von der Fondazione Pro Musica e Arte Sacra organisiert wurde, in Rom in der Basilika Sant’Ignazio di Loyola in Campo Marzio zu Gehör.
In der deutschen Erstaufführung brachten der Faust-Chor Staufen und die Camerata academica Freiburg unter der Leitung von Peter Koderisch die Misa a Buenos Aires am 14. Mai 2004 im südwestdeutschen Staufen im Breisgau zu Gehör. Das Werk wurde zur selben Zeit in New York gegeben.
Am 18. Januar 2015 wurde das Werk bei einer Großaufführung mit einem international besetzten Chor in der Carnegie Hall, New York City, aufgeführt. Aus Anlass des 20. Jahrestags der Uraufführung wurde dieses Event am 17. April 2016 unter der Leitung des Komponisten am selben Ort wiederholt.

## Diskografie
- Liepāja Symphony Orchestra, Kammerchor INTIS des Volkskunst- und Kulturzentrums Liepāja,  Dirigent Fernando Alvarez, Alejandra Malvino Mezzosopran, Martín Palmeri piano, Pablo Mainetti,  Bandoneón, Fonocal 05 (2006, Aufnahme 1997),[1][13]
- + Tango Gloria. Sächsisches Vocalensemble, Cuarteto Rotterdam, Dresdner Kapellsolisten, Matthias Jung. CPO 5173631 (2016)[14][15]
- Martín Palmeri: Misatango. Chœur Régional Vittoria d’Île de France, Orchestre Pasdeloup, Michel Piquemal. Hortus (2017)
- Bach-Chor Siegen, Tango-Orchester „El Arroyo“, Ulrich Stötzel. Capriccio 8095911 (2018)[16][17]
- Martín Palmeri: Misatango. The New Baroque Times Voices, Astoria, Phillipe Gerard. Antarctica (2020).